# 니나 안드레예바

니나 알렉산드로브나 안드레예바(러시아어: Нина Александровна Андреева, 1938년 10월 12일 ~ 2020년 7월 24일)는 소련 러시아의 화학자, 교사, 작가, 정치 운동가이다. 고전적인 소련 원칙을 지지했던 그녀는 전통적인 소련 체제의 여러 측면을 옹호하고, 미하일 고르바초프 서기장과 그의 최측근 지지자들이 진정한 공산주의자가 아니라고 비판하는 "나의 원칙을 포기할 수 없다"라는 제목의 에세이를 썼다. 공식 당 신문인 프라우다에 실린 반박문에서 이 에세이는 반(反)-페레스트로이카 세력의 선언문이라고 불렸다.

## 화학 분야 경력
그녀는 레닌그라드(현 상트페테르부르크)에서 태어나 레닌그라드 기술 연구소에서 화학 강사로 일했다. 그녀는 1966년경 소련 공산당에 가입했다.

## 나의 원칙을 포기할 수 없다
안드레예바의 에세이 "나의 원칙을 포기할 수 없다" (Не могу поступаться принципами; 영어 해설에서는 다양하게 번역됨)는 고르바초프와 알렉산드르 니콜라예비치 야코블레프가 해외 순방을 시작하려 하거나 이미 해외에 있던 시기인 1988년 3월 13일 신문 소베츠카야 로시야에 게재되었으며, 공산당 중앙위원회 서기인 예고르 리가초프에 의해 시작되고 승인되었다. 그녀는 페레스트로이카를 경멸하고 소련의 지도자 이오시프 스탈린을 옹호했다. 그녀는 대숙청에 대해 "과장되고 있다"고 썼다.
당시 이탈리아 공산당 신문 L'Unità의 모스크바 특파원이었던 줄리에토 키에사(Giulietto Chiesa)는 안드레예바의 원본 편지를 찾아냈고, 그것이 다시 작성되었으며 그녀의 18페이지 타이프 원고 중 5페이지만이 출판되었고, 나머지는 너무 극단적이라고 생각되었다는 것을 발견했다. 원래 출판되지 않은 부분에서 안드레예바는 스탈린 비판자들이 "괴벨스의 언어로" 글을 썼다고 언급하며 "크림 타타르족과 시온주의 유대인처럼 중요하지 않은 민족"을 언급했다.
개혁에 비판적인 당 관료들은 게재된 에세이를 환영했다. 리가초프는 공식 통신사 타스에 안드레예바의 편지를 소련 전역의 지역 신문사에 보내 출판하도록 지시했다. 이는 소련과 동독에서 많이 재인쇄되었지만, 언론에서는 비판적인 반응이 없었다. 레닌그라드 당은 안드레예바 편지에 대한 도시의 대중적 지지를 보여주는 것으로 보이는 텔레비전 다큐멘터리를 방영했다.
고르바초프가 해외에서 돌아온 후, 그리고 3월 24-25일 안드레예바 편지를 논의하기 위한 정치국의 이틀간의 회의가 끝난 후에야 1988년 4월 5일 프라우다에 응답이 실렸다. 프라우다 기사는 편지를 "향수, 구시대적 애국심"을 담고 있으며 "맹목적이고 고집불통이며 의심 없는 교조주의자"의 작품이라고 묘사했다. 고르바초프는 정치국 내에서 이 기사에 대한 반응이 엇갈렸으며, 보로트니코프와 리가초프와 같은 구성원들은 이 기사를 소련 과거에 대한 부정적인 시각에 대한 이해할 수 있는 반응으로 특징지었다고 진술했다. 고르바초프는 이를 "페레스트로이카에 대한" 직접적인 공격으로 묘사했다.
개혁 하에서 그녀는 1989년 워싱턴 포스트의 데이비드 렘닉에게 스탈린 하에서 "나라가 30년 동안 사회주의를 건설했다"고 말하며 다음과 같이 진술했다. "우리 언론은 지금 스탈린에 대해 거짓말을 하고 있다. 그들은 우리 역사를 더럽히고 있다." 현재 상황에 대해 그녀는 그에게 이렇게 말했다. "반사회주의 운동의 정치적 구조가 민주적 연합과 대중 전선의 형태로 진행되고 있다." 그녀는 레닌그라드 텔레비전에 대해 이렇게 말했다. "그들은 러시아 예술의 대표자라고 주장하는 예술가, 화가를 보여줄 것이다. 하지만 죄송하지만, 그는 러시아인이 아니다. 그는 유대인이다." 그녀는 덧붙였다. "러시아인, 우크라이나인이라고 말할 수 있는데, 왜 유대인이라고는 안 되는가? 그것이 그 사람을 폄하하는가? 왜 그를 다른 국적 뒤에 숨기는가? 유대인과 시온주의자는 다른 것을 의미하지만, 모든 시온주의자는 유대인이다." 소베츠카야 로시야 편지에서 그녀는 '세계주의자' 음모론자들을 공격했다.
렘닉은 그의 책 레닌의 묘: 소련 제국의 마지막 날들 (1993)을 위해 안드레예바와의 접촉을 활용했다.

## 이후 경력
1990년 7월경 그녀는 레닌의 볼셰비키 원칙으로 나라를 되돌리려는 예딘스트보(통일)라는 조직을 이끌고 있었고 소련 공산당을 떠날 계획이었다. 뉴욕 타임스는 1991년 8월 이 단체를 "많은 강경파 공산주의자들의 안식처"로 묘사했다.
안드레예바는 나중에 탈소련 공산주의 조직 형성에서 지도적인 역할을 했다. 1991년 11월에 창설된 볼셰비키 전연방 공산당 (초기에는 볼셰비키 강령)에서 안드레예바는 당 서기장이었고 당은 보리스 옐친을 대체하기 위한 대규모 캠페인을 원했다. 이 당은 자신을 소련 공산당의 후계자로 보았다. 1993년 10월, 헌정 위기 이후 옐친 대통령의 탄압으로 이 당은 15개 다른 조직과 함께 일시적으로 활동이 중단되었다. 1995년 5월, 그녀는 "혁명 활동 부족"으로 상트페테르부르크 당 중앙위원회 위원장직에서 해임되었다.
니나 안드레예바는 2020년 7월 24일 상트페테르부르크에서 사망했다.

## 저서
- Andreyeva, Nina (1992). 《사회주의 대의는 무적이다》. 평양: 외국어 출판사. ASIN B0041SY99A.
- — (1993). 《제시되지 않은 원칙 또는 페레스트로이카의 간략한 역사: (선별된 기사 및 연설)》. 평양: 외국어 출판사. OCLC 476436091.
- — (2002).  За Большевизм в Коммунистическом Движении [공산주의 운동의 볼셰비키즘을 위하여]. 레닌그라드: 볼셰비키 전연방 공산당 출판사.